# Старчик, Владимир Андреевич
Влади́мир Андре́евич Ста́рчик (род. 13 апреля 1980, Кременчуг, Полтавская область) — украинский шоссейный велогонщик, выступавший на профессиональном уровне в период 2007—2013 годов. Мастер спорта международного класса Украины. Чемпион Украины в групповой гонке, победитель и призёр многих престижных велогонок на шоссе. Спортивный директор украинской континентальной команды Amore & Vita.

## Биография
Владимир Старчик родился 13 апреля 1980 года в городе Кременчуге Полтавской области Украинской ССР.
Впервые заявил о себе в 1999 году, заняв второе место в генеральной классификации «Тура де Рибас».
В 2000 году финишировал вторым на «Трофи Темпестини Ледо», уступив лидерство местному итальянскому гонщику Даниэле Беннати.
В 2001 году одержал победу на ещё одной гонке в Италии «Коппа Коллеккьо».
На шоссейном чемпионате Украины 2006 года завоевал в зачёте групповой гонки серебряную медаль, уступив Владимиру Загороднию. Выиграл отдельные этапы на «Вуэльте Картахены» и «Вуэльте Арагона». Побывал на шоссейном чемпионате мира в Зальцбурге, где, тем не менее, сошёл с дистанции в групповой гонке.
В 2007 году присоединился к польской профессиональной команде MapaMap-BantProfi, с которой в числе прочего выступил на многодневной гонке высшей категории «Тур озера Цинхай».
Сезон 2008 года провёл в латвийской континентальной команде Dynatek–Latvia. Отметился выступлениями на «Мемориале Марко Пантани», «Туре озера Цинхай», «Туре Хайнаня», «Туре Болгарии» — в последнем случае сумел выиграть один из этапов.
Начиная с 2009 года в течение двух лет представлял американо-украинскую на тот момент команду Amore & Vita-McDonald's. В этот период запомнился победой на чемпионате Украины в групповой гонке, а также в гонках Univest Grand Prix и Snake Alley Criterium в США. Помимо этого, вошёл в десятку сильнейших на «Туре озера Цинхай», занял 15 место на «Международном чемпионате Филадельфии по велоспорту», выступил на мировом первенстве в Мендризио и на нескольких других престижных гонках.
В 2011 году ненадолго стал членом украино-итальянского проекта Lampre-ISD, но не добился здесь каких-то значимых достижений, стартовал только на «Туре озера Цинхай» и «Туре озера Тайху» в Китае.
В 2012 году представлял иранский клуб Uzbekistan Suren, отметился выступлениями на нескольких гонках первой и второй категорий.
Последний сезон на профессиональном уровне провёл в 2013 году, вернувшись в Amore & Vita. Затем занимал в этой команде должность спортивного директора.